# Bună Ziua Iași
Bună Ziua Iași (fost Ziua de Iași) este un ziar regional din Iași, România.
Este deținut de familia Asimionesei, care mai deține companiile Retrom Pașcani, Ceproplast SA și Atom Service SA Cernavodă.